# Герцеговина
Герцегови́на (босн. і хорв. Hercegovina, серб. і чорн. Херцеговина) — історична і географічна область у Динарських Альпах, що становить південну частину сучасної Боснії і Герцеговини. Площа Герцеговини 9948 км² (або 10190 км² за іншими джерелами). Неофіційно межею між Боснією і Герцеговиною є Іванська Планина.

## Населення
Населення в Герцеговині було мішаним до розпаду Югославії, а також до Другої світової війни. Кожна з воєн спричиняла етнічні чистки у великих масштабах. За переписом 1991 року, населення Герцеговини становило 437095 осіб. Етнічний склад населення розподілявся таким чином: 206457 — хорвати (47,2 %), 112948 — боснійці (30,0 %), 98047 — серби (21,3 %), 6149 були зареєстровані як «інші» (1,4 %). Боснійці мешкають вздовж річки Неретви, у тому числі у містах Коніц і Ябланиця. Східна частина належить до Республіки Сербської, в основному населеної сербами.

## Історія

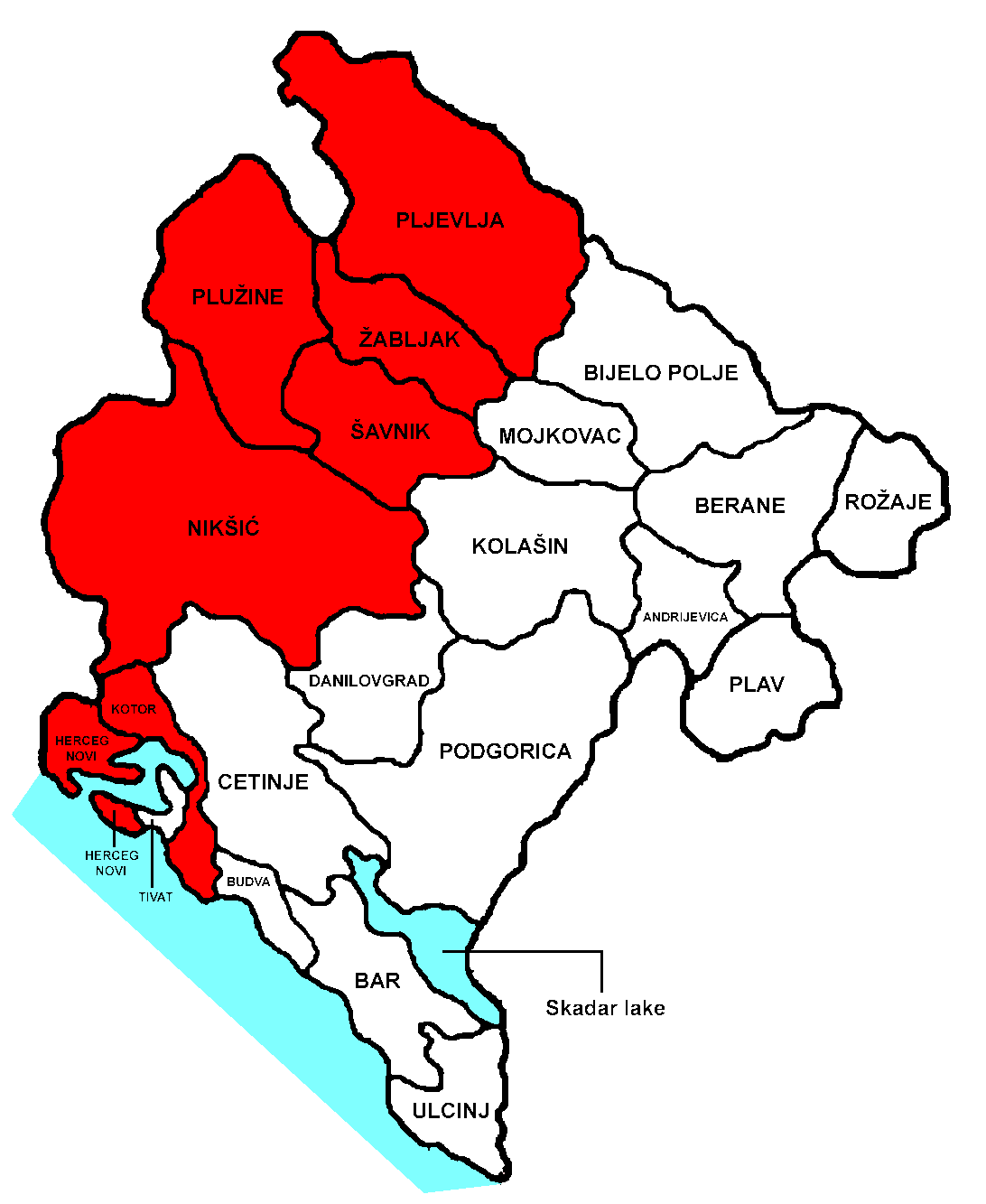
Стара Герцеговина в Чорногорії

У ранньому середньовіччі територія сучасної Боснії і Герцеговини була розділена на безліч невеликих більш-менш незалежних територій. Герцеговина охоплює області Захумл'є і Травунію, впродовж більшої частини пізнього середньовіччя Герцеговина була під владою династії сербських царів Неманичів. Західна частина Герцеговини належала Хорватському королівству до його падіння в 1102. Бан Стефан II Котроманич і король Твртко І Котроманич приєднали цей регіон до боснійської держави в 14 столітті.
Після ослаблення боснійської корони після смерті Твртка І, потужна дворянська родина Косачів — Великий князь Сандаль Хранич і його племінник, князь Стефан Вукчич Косача, правили Хумом самостійно, лише номінально визнаючи верховенство боснійських королів.
У документі відправленому Фрідріху III від 20 січня 1448 року, боснійський герцог Стефан Вукчич Косача називав себе Герцогом (князем) Святого Сави, володарем Примор'я і Хума, великим герцогом Боснійського царства, а звідси землі, що набагато пізніше стала відома як земля герцога або Герцеговина.
У 1482 землі нащадків герцога Стефана були окуповані Османською імперією. Під владою Османської імперії Герцеговина була організована в повіт (санджак) в провінції (пашлик) Боснія. З 1833 по 1851 Герцеговина була відокремлена в пашлик під владою візира Алі-паши Ризванбеговича. Після його смерті, пашлики Боснія і Герцеговина були об'єднані. Нове адміністративне утворення, після 1853, зазвичай називають Боснією і Герцеговиною. Впродовж середини 19 століття Герцеговина була об'єктом розширення молодої Чорногорської держави під гаслом визволення сербського народу від османського панування. Серби і хорвати Герцеговини брали активну участь в зусиллях Чорногорії з їхнього визволення, і з цією метою вони часто підіймали повстання проти османського правління. До Берлінського конгресу 1878 року Чорногорія досягла успіху у визволення та анексії значної частини Герцеговини, у тому числі області Никшича.
У 1878 році Герцеговина, разом з Боснією, була окупована Австро-Угорщиною, і лише номінально залишилася під османською владою. Це викликало велике невдоволення серед її населення, яке чинило опір загарбникам. Сербське населення Боснії і Герцеговини, сподівалися на те, що провінція буде розділена і передана до Сербії і Чорногорії. В результаті окупації тимчасовий розрив в сербсько-австрійських стосунках загрожував перерости у відкритий конфлікт.
У 1908 році Австро-Угорщина анексувала провінції, що призвело до Боснійської кризи, міжнародної суперечки через яку мало не почалася світова війна. Вбивство ерцгерцога Франца Фердінанда сталося через незадоволення сербів Боснії і Герцеговини австро-угорським правлінням.
Під час Першої світової війни, Герцеговина була ареною міжетнічних конфліктів. Уряд Австро-Угорщині сформував Шукорі — мусульманські і хорватські підрозділи міліції. Підрозділи шукорі були особливо активні в Герцеговині.
У 1918 році Герцеговина стала частиною новоствореного Королівства сербів, хорватів і словенців (згодом перейменованого на Королівство Югославія). 1941 року Герцеговина підпадає під панування маріонеткової нацистської держави «Незалежна Держава Хорватія», яка активізувала терор проти сербського населення до точки геноциду в перші місяці окупації. З 1941 по 1945 рік Герцеговина пережила боротьбу між хорватськими усташами, сербськими четниками, і югославськими партизанами. У 1945 році Боснія і Герцеговина стала однією з республік СФР Югославії. І залишалася такою до розпаду Югославії на початку 1990-х років.

## Галерея

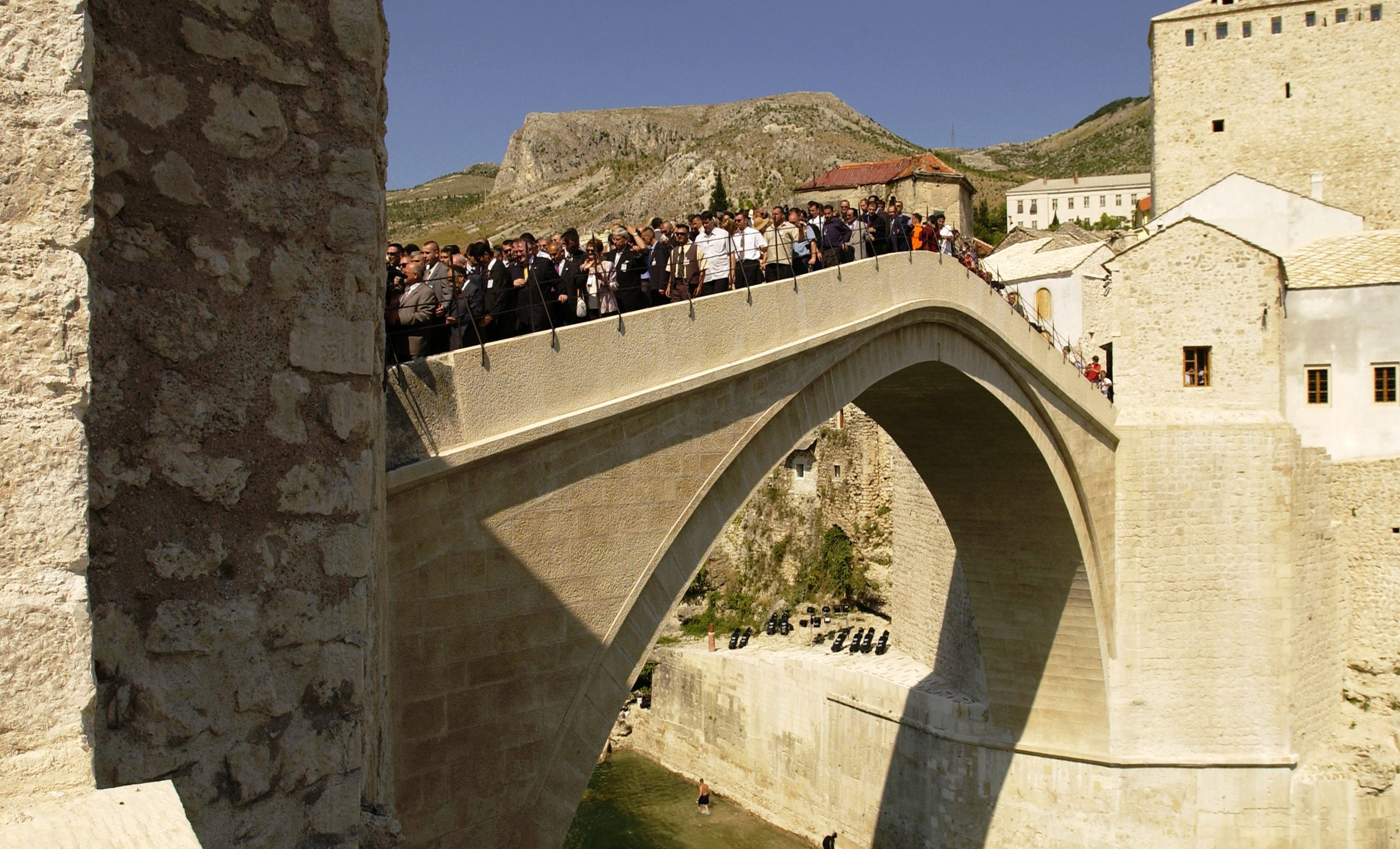
Старий міст ("Stari most") у Мостарі, відбудований у 2004 році.
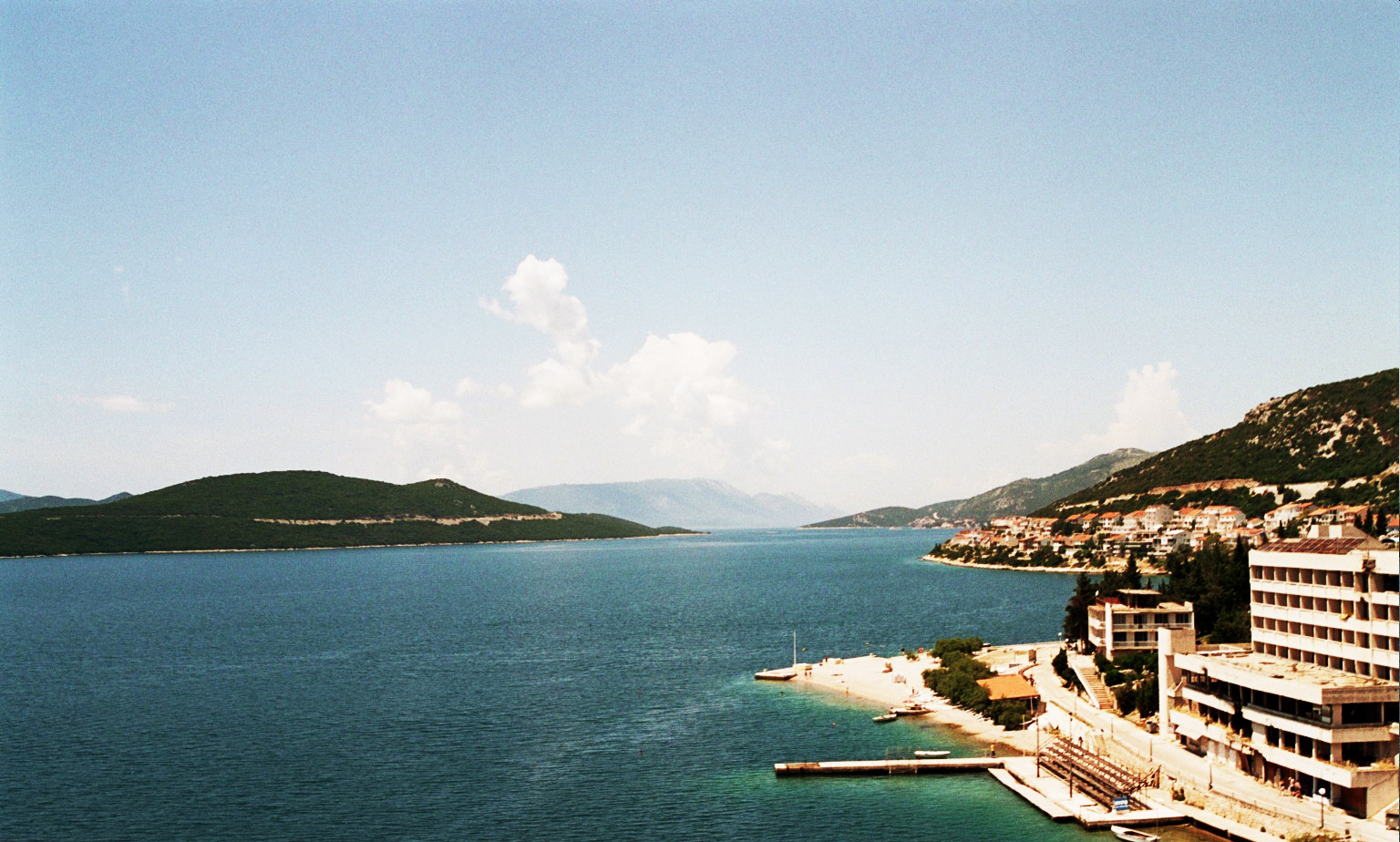
Неум та узбережжя Герцеговини.
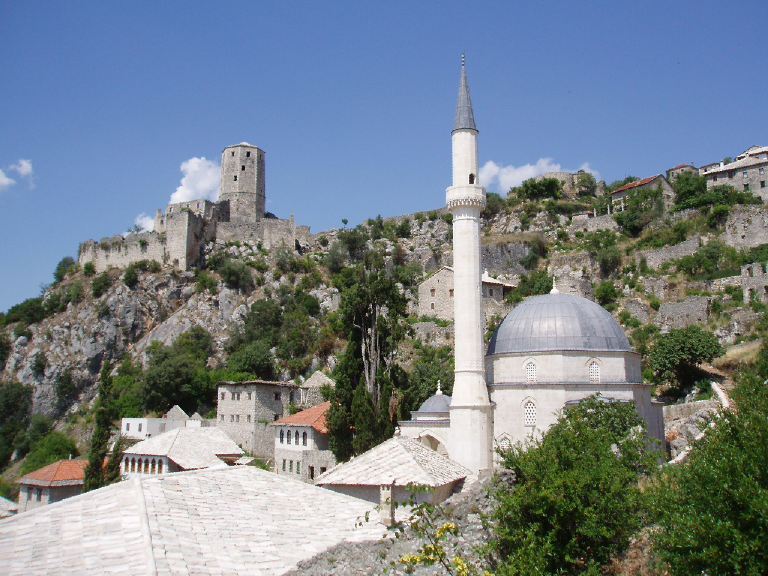
Почитель, Старе місто
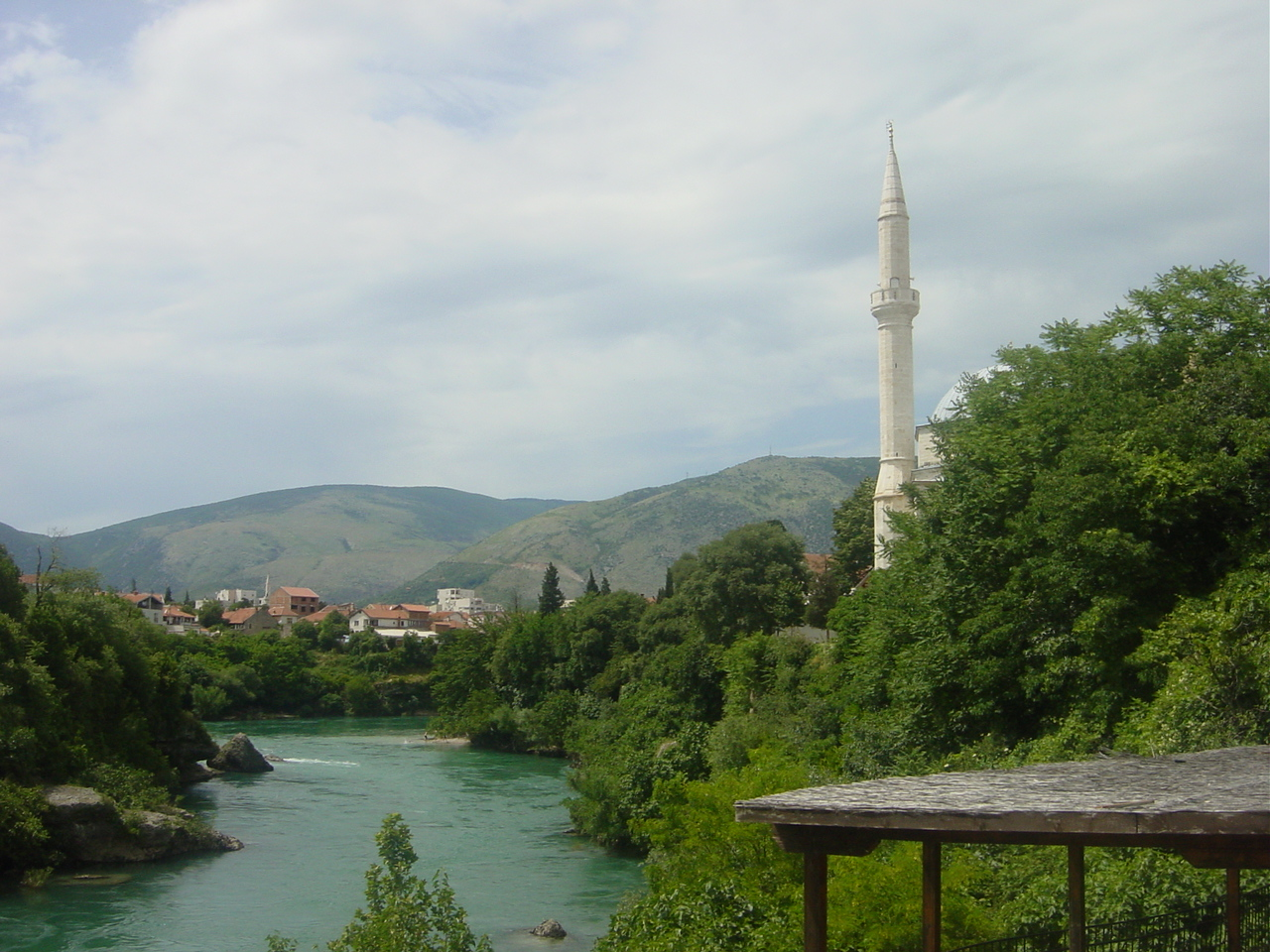
Річка Неретва в Мостарі, 2004